# Iglesia del monasterio de Sorø
La Iglesia del monasterio de Sorø (en danés Sorø klosterkirke) fue el templo de un monasterio cisterciense -hoy desaparecido- en la localidad danesa del mismo nombre. Actualmente es la iglesia de la parroquia luterana de Sorø. 
Fue uno de los primeros templos románicos en ser elaborado con ladrillo, un tipo de material que posteriormente sería bastante común en Dinamarca durante la Edad Media. 

Los monjes cistercienses llegaron a Sorø en 1161 procedentes del monasterio de Esrum y por indicaciones del obispo Absalón de Roskilde. La iglesia quedó terminada en 1201, cuando el obispo murió. Fue sepultado junto al altar mayor y posteriormente, el templo serviría de tumba para varios miembros de la familia Hvide, a la que pertenecía el propio Absalón.

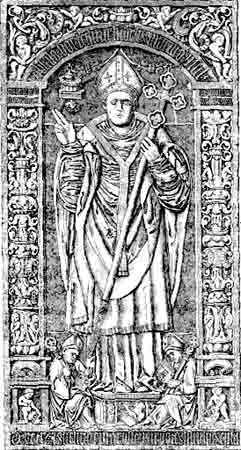
Lápida funeraria del obispo Absalón.

Con la instauración de la reforma protestante se lavaron los frescos de los muros de la iglesia, que casi desaparecieron. En años recientes, se ha iniciado la restauración de algunos de ellos.
Además de la familia Hvide, también se hallan las tumbas de los reyes Cristóbal II y Valdemar Atterdag.